# Atlantisch orkaanseizoen 1760-1769
Hoewel data niet voor iedere voorgekomen storm beschikbaar zijn uit het Atlantisch orkaanseizoen 1760-1769, waren sommige delen van de kustlijn bevolkt genoeg om betrouwbare gegevens te verzamelen over de waargenomen orkanen. Elk seizoen was een jaarlijkse cyclus van tropische cycloonformaties in het Atlantische gebied. De meeste tropische cycloonformaties vonden plaats tussen 1 juni en 30 november.

## Stormen
| Jaar | Locatie                                           | Datum                     | Dodental | Schade/Opmerkingen |
| ---- | ------------------------------------------------- | ------------------------- | -------- | --- |
| 1760 | Barbuda                                           | 25 oktober                | 50       | klein |
| 1766 | Martinique                                        | 13 augustus               | 440      | onbekend |
| 1766 | Galveston, Texas                                  | 4 september               | onbekend | 5 schepen verwoest, bemanning overleeft. Een missie met de naam San Augustine de Ahumado was verwoest. |
| 1766 | St. Christopher, Montserrat                       | 13 september              | onbekend | halve stad en veel schepen verwoest |
| 1766 | Guadeloupe                                        | 6 oktober                 | onbekend | 12 schepen met volledige bemanning gezonken |
| 1766 | Noordwest Florida                                 | 23 oktober                | onbekend | 1 schip met volledige bemanning op 3 na gezonken |
| 1767 | Martinique                                        | augustus                  | onbekend | 1600 gewonden |
| 1767 | kust van North Carolina                           | 21 september              | onbekend | aantal schepen verloren, overstroming in Virginia, met een molen totaal verwoest in de regio Warwick |
| 1768 | Havana, Cuba                                      | 15 oktober                | 1000     | onbekend |
| 1769 | kust North Carolina                               | 5 september               | onbekend | 1 schip gezonken, hevige overstromingen in de regio. Veel oude huizen in oost North Carolina en zuidoost Virginia waren verwoest, met name rond Williamsburg, York, Hampton, en Norfolk gedurende 13 uur met hevige winden van noordoost naar noordwest. De orkaan kende ten minste 6 dodelijke slachtoffers. |
| 1769 | noordoostkust Florida, Charleston, South Carolina | 25 september-28 september | onbekend | Schade was beperkt tot oogstschade in noordoost Florida |